# Benalúa (przystanek kolejowy)
Benalúa (hiszp. Estación de Benalúa) – stacja kolejowa w Benalúi, w Prowincji Grenada, we wspólnocie autonomicznej Andaluzja, w Hiszpanii.
Obsługuje pociągi dużego i średniego dystansu Renfe Operadora.

## Położenie stacji
Znajduje się na linii kolejowej Linares Baeza – Almería w km 146,4.

## Historia
Stacja została otwarta 22 października 1896 wraz z odcinkiem Moreda-Guadix linii łączącej Linares z portem w Almeríi. Pracami budowlanymi i eksploatacją linii zajęła się Compañía de los Caminos de Hierro del Sur de España, która od 1929 została przejęta przez Compañía de los Ferrocarriles Andaluces. W 1936 w czasie Drugiej Republiki Hiszpańskiej została połączona z Compañía Nacional de los Ferrocarriles del Oeste. Stan ten się utrzymywał do czasu nacjonalizacji kolei w 1941 i powstania przedsiębiorstwa RENFE.

## Linie kolejowe
- Linia Linares Baeza – Almería